# Gmina Medyka
Die Gmina Medyka ist eine Landgemeinde im Powiat Przemyski der Woiwodschaft Karpatenvorland in Polen. Ihr Sitz ist das gleichnamige Dorf mit etwa 2600 Einwohnern.

## Geographie
Die Landgemeinde grenzt an die, zehn Kilometer von Medyka entfernte, Stadt Przemyśl und liegt an der polnisch-ukrainischen Grenze. In Medyka befindet sich an der Droga krajowa 28 (DK 28) ein großer Grenzübergang zur Ukraine.
Die Gemeinde hat eine Fläche von 60,7 km². 82 Prozent des Gemeindegebiets werden land- und 1 Prozent forstwirtschaftlich genutzt.

## Geschichte

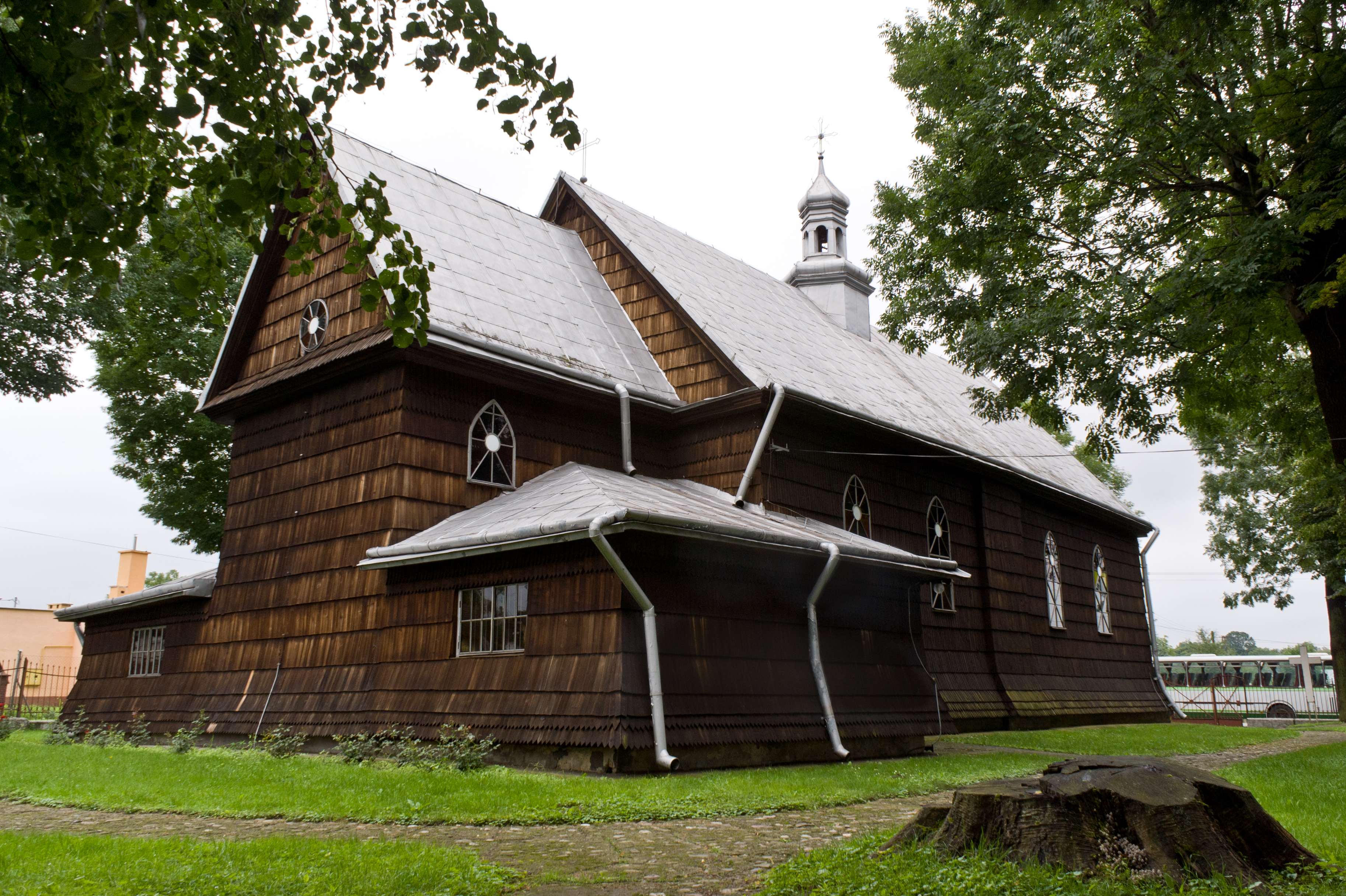
Kirche in Medyka

Medyka wurde 1939 durch die Sowjetunion besetzt und wurde 1940 Hauptort Rajons Medyka. Nach der deutschen Besetzung von 1941 bis 1944 war der Ort bis 1947 ein Teil der Ukrainischen SSR in der Oblast Drohobytsch. Im Jahr 1948 kam Medyka wieder zu Polen.
Von 1975 bis 1998 gehörte die Gemeinde zur Woiwodschaft Przemyśl.

## Gliederung
Die Landgemeinde (gmina wiejska) umfasst sieben Schulzenämter (Sołectwa): Hureczko, Hurko, Jaksmanice, Leszno, Medyka, Siedliska und Torki.
Zu diesen gehören die Ortsteile: Chałupki Medyckie, Dolne Hureczko, Garb, Górne Hureczko, Kaczmary, Kąt, Kolonia, Łapajówka, Oprenki, Zahipczyzna und Zaokop.

## Sehenswürdigkeiten
Die hölzerne Kirche in Medyka wurde 1608 fertiggestellt.